# Alfred Napoléon Duffié
 (juillet 2023).
La mise en forme du texte ne suit pas les recommandations de Wikipédia : il faut le « wikifier ».
Les points d'amélioration suivants sont les cas les plus fréquents. Le détail des points à revoir est peut-être précisé sur la page de discussion.
- Les titres sont pré-formatés par le logiciel. Ils ne sont ni en capitales, ni en gras.
- Le texte ne doit pas être écrit en capitales (les noms de famille non plus), ni en gras, ni en italique, ni en « petit »…
- Le gras n'est utilisé que pour surligner le titre de l'article dans l'introduction, une seule fois.
- L'italique est rarement utilisé : mots en langue étrangère, titres d'œuvres, noms de bateaux, etc.
- Les citations ne sont pas en italique mais en corps de texte normal. Elles sont entourées par des guillemets français : « et ».
- Les listes à puces sont à éviter, des paragraphes rédigés étant largement préférés. Les tableaux sont à réserver à la présentation de données structurées (résultats, etc.).
- Les appels de note de bas de page (petits chiffres en exposant, introduits par l'outil «  Source ») sont à placer entre la fin de phrase et le point final[comme ça].
- Les liens internes (vers d'autres articles de Wikipédia) sont à choisir avec parcimonie. Créez des liens vers des articles approfondissant le sujet. Les termes génériques sans rapport avec le sujet sont à éviter, ainsi que les répétitions de liens vers un même terme.
- Les liens externes sont à placer uniquement dans une section « Liens externes », à la fin de l'article. Ces liens sont à choisir avec parcimonie suivant les règles définies. Si un lien sert de source à l'article, son insertion dans le texte est à faire par les notes de bas de page.
- La présentation des références doit suivre les conventions bibliographiques. Il est recommandé d'utiliser les modèles {{Ouvrage}}, {{Chapitre}}, {{Article}}, {{Lien web}} et/ou {{Bibliographie}}. Le mode d'édition visuel peut mettre en forme automatiquement les références.
- Insérer une infobox (cadre d'informations à droite) n'est pas obligatoire pour parachever la mise en page.

Pour une aide détaillée, merci de consulter Aide:Wikification.
Si vous pensez que ces points ont été résolus, vous pouvez retirer ce bandeau et améliorer la mise en forme d'un autre article.
Pour les articles homonymes, voir Duffié.
 (septembre 2022).
- Si vous ne connaissez pas le sujet, laissez ce bandeau (vous pouvez alors contacter les auteurs).
- Si vous supprimez le contenu mis en cause (vous pouvez préalablement contacter les auteurs),

argumentez précisément cette suppression dans la page de discussion
(un manque de référence n'est pas un argument ; une recherche réelle de référence doit avoir été effectuée, être formellement documentée).
« Alfred » Napoléon Duffié (1er mai 1833 à Paris, 1er arrondissement - 8 novembre 1880 à Cadix, Espagne) est un sous-officier du 6e régiment de Dragons puis officier du 3e régiment de Hussards de l'armée française sous le Second Empire. Il a notamment servi pendant la guerre de Crimée (1853-1856). Après avoir déserté de l'armée française en 1859, il s'est expatrié aux États-Unis où il a servi durant la guerre de Sécession en tant que colonel puis général de l'armée unioniste avant d'être nommé consul américain à Cadix en Espagne.

## Jeunesse et carrière française
Duffié nait à Paris dans le 1er arrondissement. Fils de Jean Auguste Duffié et de Clarisse Lhoste, bourgeois aisés. Jean Auguste Duffié possède une raffinerie de sucre de betterave à Chaillot (Paris) et a pu tirer profit de l'industrialisation de la France sous Napoléon III ainsi que des mariages arrangés de ses enfants. En liant d'importants liens avec les familles de négociants comme les Leroux ou Maliez, il a pu agrandir son capital familial et son réseau social de manière significative. Jean Auguste Duffié, bonapartiste et partisan des la politique économique de Napoléon III, était également chef du 4e bataillon dans la 1er légion de la Garde nationale ayant été gravement blessé en 1848. En 1862, il est  nommé maire de la Ferté-sous-Jouarre sa nouvelle commune de résidence.
Plusieurs affirmations contemporaines du XIXe siècle avançaient que Duffié aurait été diplômé de l'École Spéciale Militaire de Saint-Cyr, qu'il aurait combattu dans la guerre austro-italienne de 1859, qu'il aurait reçu la Légion d'Honneur et que son père était comte. Duffié lui-même a certainement initié et entretenu ces assertions, mais la vérité est toute autre : A l'été 1852, le jeune Napoléon Duffié âgé de 19 ans est le seul parmi ses frères à être envoyé par son père au bureau des engagements volontaires dans l'armée française. Cet acte, inhabituel pour la bourgeoisie aisée qui envoyait généralement ses enfants aux écoles militaires, relève plus d'une mesure éducative qu'un véritable volontariat. Duffié est affecté au 6e régiment de dragons. Montant progressivement les échelons, il est promu sous-officier au grade de maréchal des logis le 14 mars 1854, quelques jours avant que son régiment soit désigné pour partir en guerre sur la presqu'île de Crimée le 17 mars 1854. D'abord affecté au 3e escadron, il passe au 2e escadron par la suite d'une réorganisation au début de l'année 1855 où son régiment change de colonel, Robinet de Plas étant remplacé par le lieutenant-colonel Ressayre.
Le 6e Dragons, principalement chargé d'effectuer les reconnaissances à l'est et au sud-est de la ville de Sébastopol, fournit à l'armée d'Orient des informations vitales sur les mouvements de l'ennemi afin de repousser l'avancée des Russes depuis Simféropol, en coopération avec le reste de la 2e division de cavalerie du général d'Allonville. Après la prise de Malakoff, qui marque la fin du siège de Sébastopol, le 6e Dragons est envoyé au nord à Eupatoria où se trouve la base ottomane. Duffié et son régiment s'y illustrent le 29 septembre 1855 près du village de Kanghil afin de repousser les Russes qui faisaient le siège devant la ville. Un officier russe, le colonel Andreowski du 18e régiment de Uhlans, y trouva la mort. Duffié, ayant une tendance à enjoliver son passé, raconta à son fils Daniel avoir tué lui-même cet officier russe en combat singulier, ce qui selon lui lui aurait valu la décoration ottomane du Médjidié dont seulement cinq ont été décernées aux hommes de la division d'Allonville.
Après être rentré de Crimée en 1856, le régiment de Duffié, 6e Dragons, stationne à Clermont-Ferrand jusqu'en 1858 puis à Paris. Le 14 juin 1859, Duffié, après seulement sept ans de services, est promu officier en obtenant une commission de sous-lieutenant au 3e régiment de Hussards stationné à Chartres.
Or, durant sa garnison parisienne, il a fait la connaissance de Mary Ann Pelton, jeune Américaine issue d'une importante famille bourgeoise new-yorkaise, dont il est tombé amoureux. Son éloignement à Chartres le pousse à quitter l'armée afin d'entamer avec elle une nouvelle vie aux États-Unis. Il s'efforce d'abord de quitter l'armée française par la voie légale, ce qui lui a été refusé. Alors il demande à s'absenter le 21 août 1859 puis décide de déserter et de s'enfuir avec elle dès le 30 août 1859 où il quitte Le Havre pour l'Angleterre puis les États-Unis où il épouse Mary Ann Pelton.
Duffié est accusé de désertion et condamné par contumace "à cinq ans de prison et à la destitution, conformément aux articles 235 et 237 du Code de Justice militaire" par le 2e Conseil de Guerre permanent à Paris.

## La guerre de Sécession

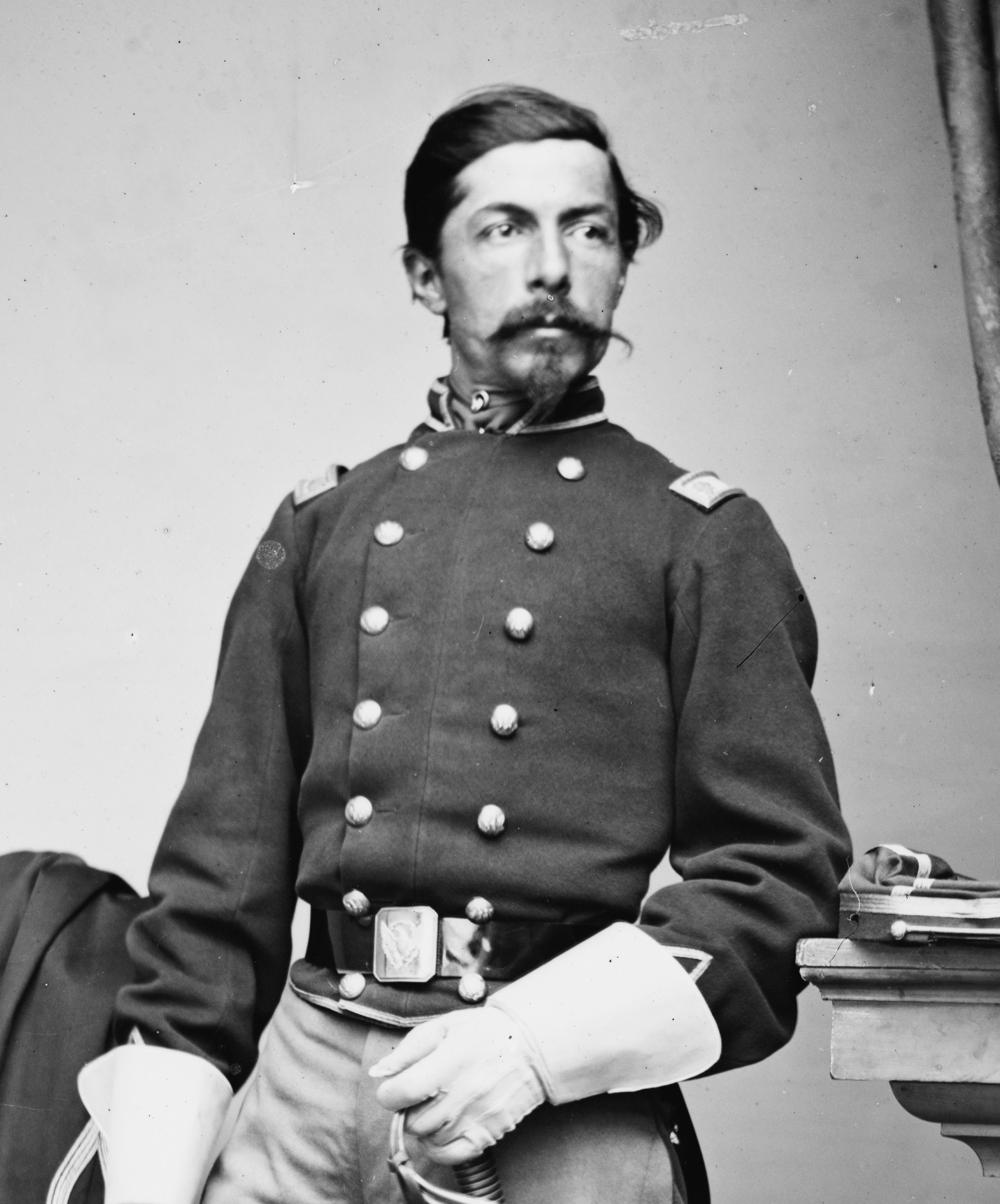
"Alfred" Napoléon Duffié dans la cavalerie de l'armée fédérale de l'Union, guerre de Sécession.

Lorsque la guerre de Sécession éclate, Duffié s'enrôle dans la cavalerie de l'armée fédérale de l'Union. Après avoir reçu la recommandation de William Hall, alors major au 11. Iowa Infantry, le 5 août 1861, il rejoint pour la première fois le 2nd New York Cavalry Regiment (également connu sous le nom de Harris Light Cavalry), le 9 août 1861, et est rapidement promu au grade de capitaine. Duffié, un peu querelleur, est mis aux arrêts à plusieurs reprises pour des affrontements avec d'autres officiers. Il a notamment défié en duel le général Fitz John Porter. En juillet 1862, Duffié est nommé commandant du 1st Rhode Island Cavalry Regiment, avec le grade de colonel, par le gouverneur de cet état, William Sprague IV. Bien que les officiers du 1er Rhode Island aient initialement refusé de servir sous un chef né à l'étranger, Duffié les a rapidement convaincus et a réorganisé le régiment en une belle unité de combat. Placé sous le commandement du général William Averell, le régiment affronte en août 1862 les troupes confédérées commandées par Thomas J. "Stonewall" Jackson lors de combats près de Cedar Mountain, en Virginie.
Lors de la bataille de Kelly's Ford en mars 1863, Duffié ordonne une charge, sans respecter les ordres d'Averell de rester sur la défensive, ce qui força la cavalerie adverse à battre en retraite. Lorsque la cavalerie de l'Union est réorganisée sous Alfred Pleasonton, Duffié est affecté au commandement de la 2e division de cavalerie. Le 9 juin 1863, la division Duffié fait partie de l'aile gauche d'un projet d'assaut contre la cavalerie confédérée mais s'égare d'abord, les mettant en retard. Pendant ce temps, l'aile droite de l'Union avait ouvert la bataille de Brandy Station. Arrivé sur le terrain, Duffié reçoit l'ordre de se diriger vers la ville de Stevensburg où sa division est arrêtée par une force confédérée moins importante. En conséquence, il est rétrogradé au commandement du régiment. Le 17 juin 1863, il commande le 1st Rhode Island lors d'une mission de reconnaissance vers Middleburg, en Virginie. Là, il est sur le point de capturer le commandant de cavalerie confédéré JEB Stuart. Ce dernier retourne à Middleburg et inflige une défaite décisive au régiment de Duffié. Seuls 61 membres du 1er Rhode Island parviennent à rallier les lignes de l'Union.
Abandonnant son commandement, Duffié retourne à Washington, DC. Bien qu'il soit promu au grade de général de brigade le 23 juin 1863, il ne revoit pas le service actif jusqu'à l'automne lorsqu'il est affecté à la levée et à l'entraînement d'unités de cavalerie en Virginie-Occidentale. Sa division de volontaires de la Virginie occidentale combat dans les environs de Lewisburg en décembre 1863 puis dans le cadre de la campagne de 1864 du général David Hunter dans la vallée de Shenandoah. Il participé également à des opérations contre le chef de la guérilla confédérée John S. Mosby, promettant de capturer le soi-disant "Gray Ghost" et de le ramener à Washington. Au lieu de cela, c'est Duffié qui a été capturé par les hommes de Mosby près de Bunker Hill, Virginie-Occidentale, le 20 octobre 1864. En raison de cet incident, le général Phillip Sheridan a demandé qu'il soit renvoyé de l'armée au motif que "Il [Duffié] a été capturé par sa propre stupidité." Il est envoyé au camp de prisonniers, puis libéré sur parole le 22 février 1865. Duffié est ensuite désigné pour une campagne au Texas contre le général confédéré Edmund Kirby Smith, mais cette campagne se termine avant qu'il ne puisse arriver.

## Viepostbellum
Le 24 août 1865, Duffié est retiré du service et retourne dans sa maison de Staten Island. Il est naturalisé citoyen américain en 1867. En 1869, il est nommé consul des États-Unis à Cadix, en Espagne. C'est là, le 8 novembre 1880, qu'il meurt de la tuberculose. Après sa mort, certains des anciens officiers de Duffié du 1er Rhode Island Cavalry lancent une souscription pour ériger un monument à leur ancien chef à Providence.
Les chercheurs contemporains lui ont également donné le nom "Alexandre", qui n'est pas non plus son vrai nom. Le seul document attestant de ce prénom est sa lettre officielle écrite à Chartres le 8 août 1859 adressée au ministre de la guerre à Paris pour demander sa démission. L'utilisation du prénom Alexandre révèle davantage une habitude familiale et personnelle ou plutôt l'intention de Duffié de déserter l'armée française en cas de refus de sa demande afin de tromper les autorités militaires. Une fois arrivé en Amérique, il n'a jamais révélé son vrai prénom "Napoléon" et tout le monde croyait que son initiale "N". signifiait "Nattie". Lors de ses obsèques officielles à Providence, le 10 juillet 1889, neuf ans après sa mort, le lieutenant Samuel C. Willis Junior annonce son vrai nom : « Une correction que je souhaitais apporter au nom du général Duffié. Il s'appelait Alfred Napoléon Duffié, et non Alfred Nattie Duffié, comme on l'a toujours supposé". De plus, son prénom "Alfred" a été inventé par lui-même lors de sa désertion de l'armée française en 1859 afin de cacher sa véritable identité, car il était recherché sous le nom d'Alexandre Duffié.